# Civiel ingenieur
Een civiel ingenieur (c.i.) is een specialist in de wetenschap van de civiele techniek, die zich bezig houdt met het ontwerpen, dimensioneren, berekenen  en toezien op de uitvoering van bouwconstructies in de breedste zin van het woord. 
Vlaams equivalent is "Burgerlijk Bouwkundig Ingenieur". Zie ook onder ingenieur voor uitgebreider informatie; onder meer verschil met andere ingenieurs.

## Oorsprong
Tot in de jaren 70 van de 20e eeuw heette een civiel ingenieur nog weg- en waterbouwkundige. Maar al sinds het einde van de 19e eeuw omvatte het werkterrein van de civiel ingenieur reeds veel meer dan het aanleggen van wegen en waterwegen met de daarbij behorende civiele kunstwerken.
De toevoeging "civiel" (Latijn: "burger-") is waarschijnlijk overgenomen uit het Verenigd Koninkrijk, waar onderscheid wordt gemaakt tussen de "Royal Engineers" (De Genie) en de "Civil Engineers".

## Werkterrein civiel ingenieurs
Tegenwoordig wordt onderscheid gemaakt in de volgende civieltechnische deelgebieden:
- natte civiele techniek
- droge civiele techniek
- aangepaste civiele techniek (aan omstandigheden in ontwikkelingslanden)

Enkele specialisaties in de civiele techniek hebben raakvlakken met andere disciplines:
- utiliteitsbouw :> architectuur, bouwfysica, mechanica
- constructieve waterbouwkunde :> mechanica, vloeistofmechanica, grondmechanica, hydrologie
- geotechnologie / grondmechanica :> materiaalkunde, hydrologie
- waterbeheer :> hydrologie, scheikunde, biologie, milieukunde
- funderingstechnologie :> grondmechanica, werktuigbouwkunde
- kustwaterbouwkunde :> hydrologie, grondmechanica, oceanografie
- rivierwaterbouwkunde :> vloeistofmechanica, grondmechanica
- verkeerskunde :> modellering, psychologie
- offshore engineering :> hydrologie, grondmechanica, oceanografie, werktuigbouwkunde, mijnbouwkunde, delfstoffentechnologie